# Municipio de Etna (Iowa)
El municipio de Etna (en inglés: Etna Township) es un municipio ubicado en el condado de Hardin en el estado estadounidense de Iowa. En el año 2010 tenía una población de 1795 habitantes y una densidad poblacional de 19,74 personas por km².

## Geografía
El municipio de Etna se encuentra ubicado en las coordenadas 42°30′52″N 93°5′6″O / 42.51444, -93.08500. Según la Oficina del Censo de los Estados Unidos, el municipio tiene una superficie total de 90.93 km², de la cual 90,93 km² corresponden a tierra firme y (0 %) 0 km² es agua.

## Demografía
Según el censo de 2010, había 1795 personas residiendo en el municipio de Etna. La densidad de población era de 19,74 hab./km². De los 1795 habitantes, el municipio de Etna estaba compuesto por el 94,99 % blancos, el 0,11 % eran afroamericanos, el 0,06 % eran amerindios, el 3,9 % eran de otras razas y el 0,95 % eran de una mezcla de razas. Del total de la población el 8,52 % eran hispanos o latinos de cualquier raza.